# Sclerophrys gutturalis
Sclerophrys gutturalis és una espècie de gripau de la família dels bufònids.
Va ser descrit com Bufo regularis gutturalis per John Hyacinth Power el 1927. Va ser reclassificat el 2006 en el gènere Amietophrynus i finalment el 2016 va ser classificat en el gènere del Sclerophrys. L'epítet llati gutturalis significa «gutural, que té gorja gran».

## Descripció
És un gripau molt prolífic. Té una longitud de morro a recte de 120 mm, dorsalment té un color ocre-marró amb taques irregulars fosques. Hi ha dos parells de taques més fosques entre els ulls formant una marca de creu. Sovint es troben exemplars amb una línia pàl·lida al llarg de l'espinada. Els braços tenen a les bores uns tubercles blancs i al revers de les cuixes hi tenen una taca vermella. La part inferior són d'un color pàl·lid i granuloses i els mascles tenen la gola de color fosc. Les glàndules paròtides són prominents i els dits a les potes posteriors tenen un petit coixí.

## Distribució
Viu a Angola, Botswana, República Democràtica del Congo, Kenya, Lesotho, Malawi, Mauritius, Moçambic, Namíbia, l'illa de la Reunió, Somàlia, Sud-àfrica, Etiòpia, Eswatini, Tanzània, Zàmbia i Zimbàbue.
Està capacitat per viure en gran varietat d'hàbitats, ja que és molt adaptable. No l'ataquen grossos depredadors i no l'afecta gaire les pèrdues d'hàbitat.

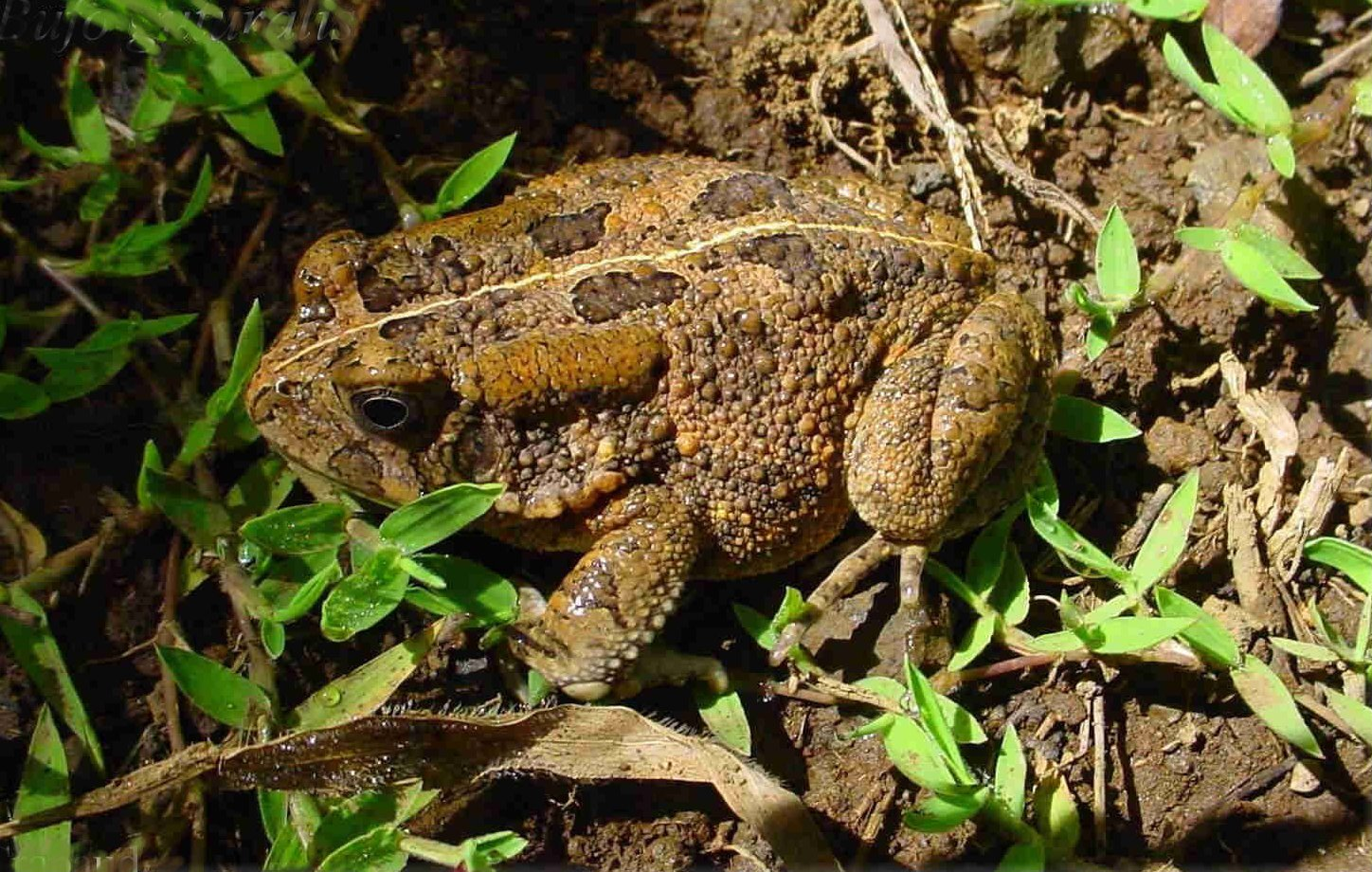
Bufo guturalis StPaul

## Comportament

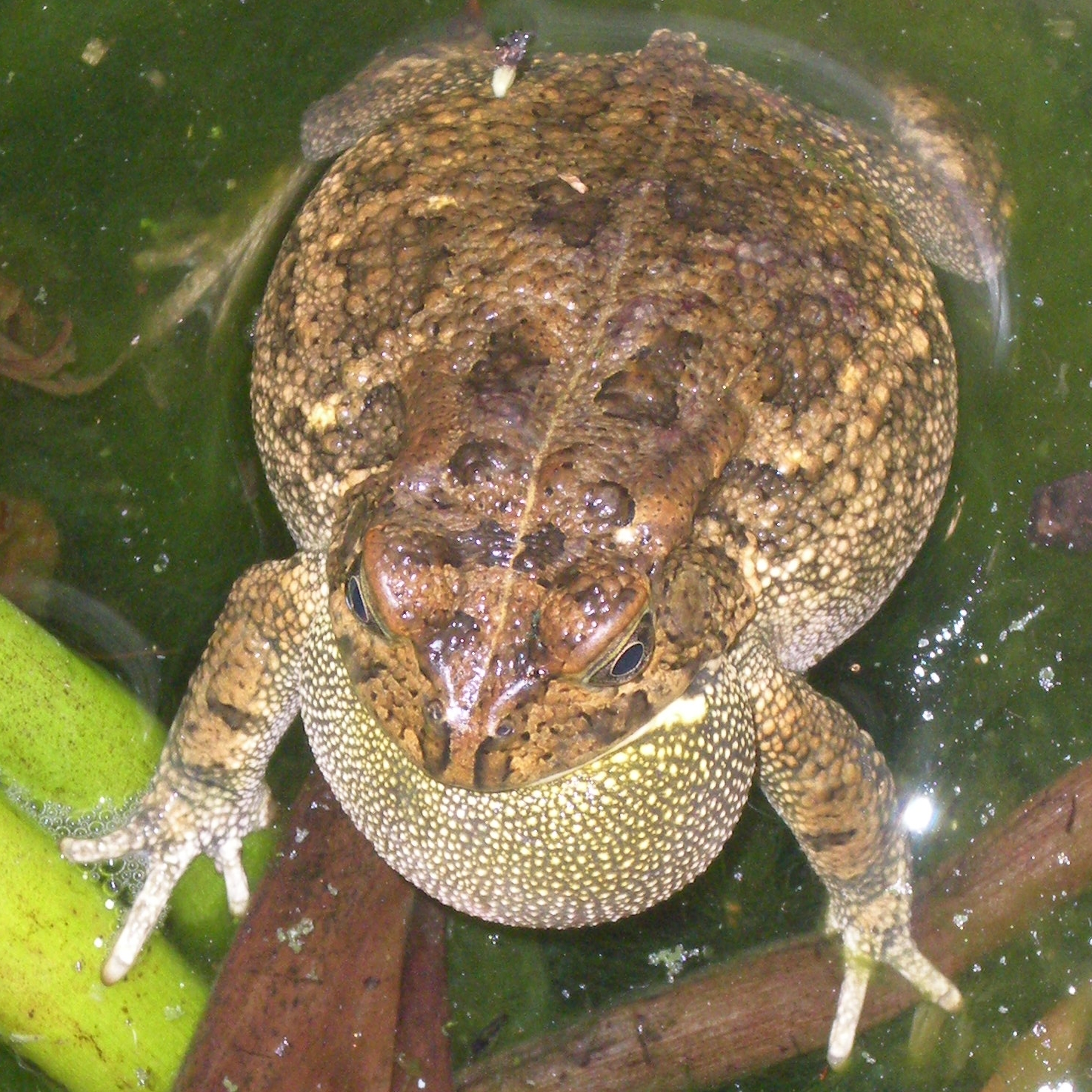
Mascle raucant

Els rauc dels mascles se sent durant tot l'any tot i que el període d'aparellament és de l'octubre al novembre. El só del raucar és gutural i es repeteix en intervals d'aproximadament tres segons. Els mascles rauquen des de la superfície de l'aigua i es congreguen, formant una mena de coral. Ponen els ous en dobles fileres que es recargolen sota vegetació submergida. Els cap-grossos es desenvolupen durant uns 75 dies abans de la metamorfosi. Poden ser tan nombrosos a l'abandonar els bassals com per cridar l'atenció dels depredadors, que se'n mengen molts.